# Lavalleja
Le département de Lavalleja est situé dans le sud-est de l'Uruguay.

## Géographie
Le département est entouré au nord par celui de Treinta y Tres, à l'est par le Rocha, il y a le Maldonado au sud et enfin à l'ouest, il y a les départements de Canelones et de Florida.
Le département peut être géographiquement divisé en deux, au sud et surtout dans le centre les montagnes de granit prédominent alors que le nord est plutôt constitué de vastes plaines. Le sud est arrosé par le bassin du río Santa Lucía et le nord par celui du Cebollatí.

## Histoire
Le département a été créé en 1837 mais fut appelé département de Minas jusqu'en 1927.

## Population

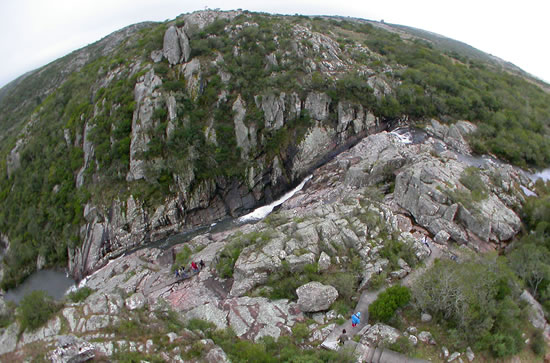
Salto del Penitente.

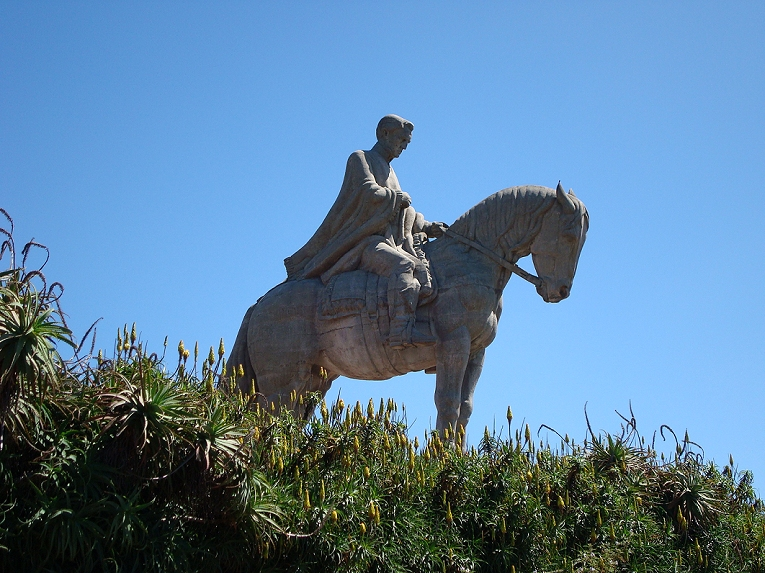
Mémorial de José Gervasio Artigas à Minas.

### Villes les plus peuplées
Selon le recensement de 2004,.
| Ville                 | Population |
| --------------------- | ---------- |
| Minas (capitale)      | 37 925     |
| José Pedro Varela     | 5 332      |
| Solís de Mataojo      | 2 676      |
| José Batlle y Ordóñez | 2 424      |
| Mariscala             | 1 674      |

### Autres villes
| Ville               | Population |
| ------------------- | ---------- |
| Pirarajá            | 967        |
| Zapicán             | 640        |
| Colón               | 220        |
| Campanero           | 129        |
| Poblado Aramendia   | 123        |
| Illescas            | 121        |
| Villa del Rosario   | 111        |
| Polanco Norte       | 93         |
| Villa Serrana       | 71         |
| Diecinueve de Junio | 62         |
| Estación Solís      | 57         |

## Économie
On distingue trois zones économiques : 
- dans le nord la dominance est l'élevage (bovins, ovins, porcins)
- au sud de petits propriétaires cultivent du blé, du maïs, de l'orge, des betteraves, du riz, de la vigne (puis vins) et arbres fruitiers
- et finalement une zone intermédiaire où l'on extrait des matériaux de construction (pierres, sable, etc.) et d'ornement (boue argileuse pour élaborer la céramique rouge). On y exploite aussi le marbre onix de couleur blanche avec des veines jaunâtres.

Il existe quelques industries qui emballent de l'eau minérale d'une source naturelle, la production de bière, de cidre, d'agrumes, etc., et d'autres comme les tanneries liées à la production agricole.